# Augustin Thierry
Jacques Nicolas Augustin Thierry, född 10 maj 1795 i Blois, död 22 maj 1856 i Paris, var en fransk historiker. Han var bror till Amédée Thierry.
Thierry studerade 1811-13 vid École normale supérieure och tog intryck av Henri de Saint-Simon. Åren 1817-13 var han medarbetare vid Courrier européen och Courrier français. År 1825 framträdde Thierry som historieförfattare med sitt berömda verk Conquête de l'Angleterre par les normands som utmärkte sig för sin målande och livfulla framställningskonst. En begynnande svag syn gjorde sig märkbar 1826 och Thierry blev fullständigt blind några år senare och måste därefter diktera sitt följande författarskap, som Récits des temps mérovingiens och Essai sur l'histoire du tiers état.